# 散在百姓
散在百姓（さんざいびゃくしょう）は、江戸時代の筑前福岡藩において見られた農民の一形態。
近世幕藩体制下の行政区画は、都市部が町方、農村部が村方として主に設定されていた（ないし漁村部は浦方などに定められた）。これに伴い、農民は町方から除外され、原則として町方支配地には住むことはできなかった。
しかし、福岡藩では城下町の福岡や博多といった都市に居住しながら、近郊の那珂郡犬飼・春吉・薬院など諸村の農地に通勤して耕作を行う農民が少数ながら存在した。彼らは一般の農民と同様に年貢を貢納したが、行政上は村方ではなく町方の支配下にあり、村方からは「町百姓」と呼ばれた。